# Caserío Arandoñolarrina
El caserío Arandoñolarrina situado en el municipio de Mallavia (Provincia de Vizcaya, España) es un caserío originario de la segunda mitad del siglo XVI que en la segunda mitad del siglo XVIII fue reformado construyéndose buena parte de la cantería y el acceso en arco. En el siglo XIX fue ampliado añadiéndosele varios anexos.

## Descripción
Caserío a dos aguas con cumbrera orientada Norte-Sur, unifamiliar, emplazado sobre una plataforma entre las cotas 290 y 295. Es de planta rectangular de 16,00 m de ancho y 17,50 m de fondo, con cuerpos adosados a ambos lados de la fachada principal bajo la prolongación de los faldones de la cubierta, resultando un frente de fachada de 22,7 m. Además, presenta un cuerpo de 2,00x2,20 m adosado a la fachada principal en su parte derecha, con función de horno de pan, cubierto con un tejadillo a un agua.
La fachada Oeste linda con el camino rural de acceso. En su mitad derecha presenta uno de los cuerpos de edificación anexos al principal. No dispone de huecos reseñables.
La fachada de orientación Sur es el frente principal del edificio, en el cual se aloja un soportal de forma trapezoidal, enlosado con irregulares losas de piedra caliza, al cual se accede mediante un elegante arco carpanel que presenta sus dovelas y jambas cajeadas en el frente y en el intradós del arco. La clave del mismo muestra el relieve de una cruz con peana flanqueada por una concha y un rosetón. A ambos lados del arco central este frente Sur presenta, en planta baja, sendos vanos de ventana recercados en piedra sillar y, el izquierdo con alféizar moldurado. En planta primera, sobre el arco, se abren dos ventanas recercadas en piedra sillar y otros dos huecos más pequeños a ambos lados.
A la altura de la planta bajo-cubierta, se manifiestan cuatro aberturas triangulares de ventilación y un pequeño ojo de buey centrado, abocinado al exterior.
El tramo de fachada correspondiente al anexo izquierdo presenta un hueco de acceso adintelado que incluye un portón de dos hojas y, encima de ese hueco otro hueco de ventana recercado en piedra sillar.
En la fachada de orientación Este, en el anexo ubicado en su parte izquierda, se abre un hueco de ventana. Además en ese frente Este existe un acceso adintelado recercado de piedra sillar que aloja una puerta de una sola hoja la cual dispone de herrajes de forja.
En la fachada Norte, o trasera, el edificio presenta los siguientes huecos:
En planta baja, en la mitad derecha, un espacioso hueco adintelado protegido mediante una cubierta entre muros de mampostería. En la planta a la altura del desván se abren dos saeteras.
La estructura interior del edificio se resuelve con ocho postes enterizos ordenados en tres crujías transversales y cinco longitudinales, todos ellos apoyados sobre poyos de piedra. Los postes se unen con vigas mediante uniones de cajas de espiga, reforzadas a veces con tornapuntas de cola de golondrina, definiendo un entramado estructural sobre el que apoyan los forjados de las entreplantas de madera, así como las correas, los cabrios y el enlatado y la cubrición de teja árabe de la cubierta.
La ordenación funcional de la planta se resuelve, mediante un corredor transversal que comunica el acceso desde el soportal con el acceso de la fachada Este. El corredor sirve de acceso a la cocina, a la que además, se puede acceder desde la puerta directa ubicada en la parte derecha del soportal y que requiere superar dos peldaños de piedra. La cocina dispone de fuego bajo y de acceso al horno de pan, acceso hoy tapiado. Desde el corredor, se accede además a las dos habitaciones que ocupan todo el anexo Este. El resto de esa planta se destina a cuadra, la cual presenta suelo natural de roca con los estratos de la marga a la vista. 
La planta primera se destina a dos habitaciones, las cuales se iluminan desde la fachada principal Sur. El resto de la planta alta se destina a desván.